# Edmund Lester
Edmund Lester là một cầu thủ bóng đá người Anh thi đấu ở vị trí tiền đạo trung tâm, thi đấu cho câu lạc bộ câu lạc bộ Lancashire League Fleetwood Rangers trước khi chuyển đến đội bóng Football League First Division Burnley vào tháng 3 năm 1898. Ông thi đấu trận duy nhất cho Burnley vào ngày 1 tháng 4 năm 1899 trong thất bại 1-0 trên sân khách trước Sheffield Wednesday. Lester rời câu lạc bộ vào tháng 5 năm 1899, và không rõ thông tin về ông sau đó.